# Colocation (Serverhousing)
Colocation oder Co-Location (das Wort setzt sich aus den lateinischen Begriffen „co“ (zusammen, mit) und „lokus“ (Ort) zusammen.), auch Serverhousing oder Serverhoming, bezeichnet die Dienstleistung zur Bereitstellung von Rechenzentrumsflächen für Dritte zum Betrieb von Informationstechnik. Ein Colocation-Rechenzentrum wird in der Regel von mehreren (gewerblichen) Kunden genutzt.

Die Rechenzentrumsfläche wird mit Klimatisierung, Energieversorgung, Netzwerkanschluss und Sicherheitstechnik versorgt.

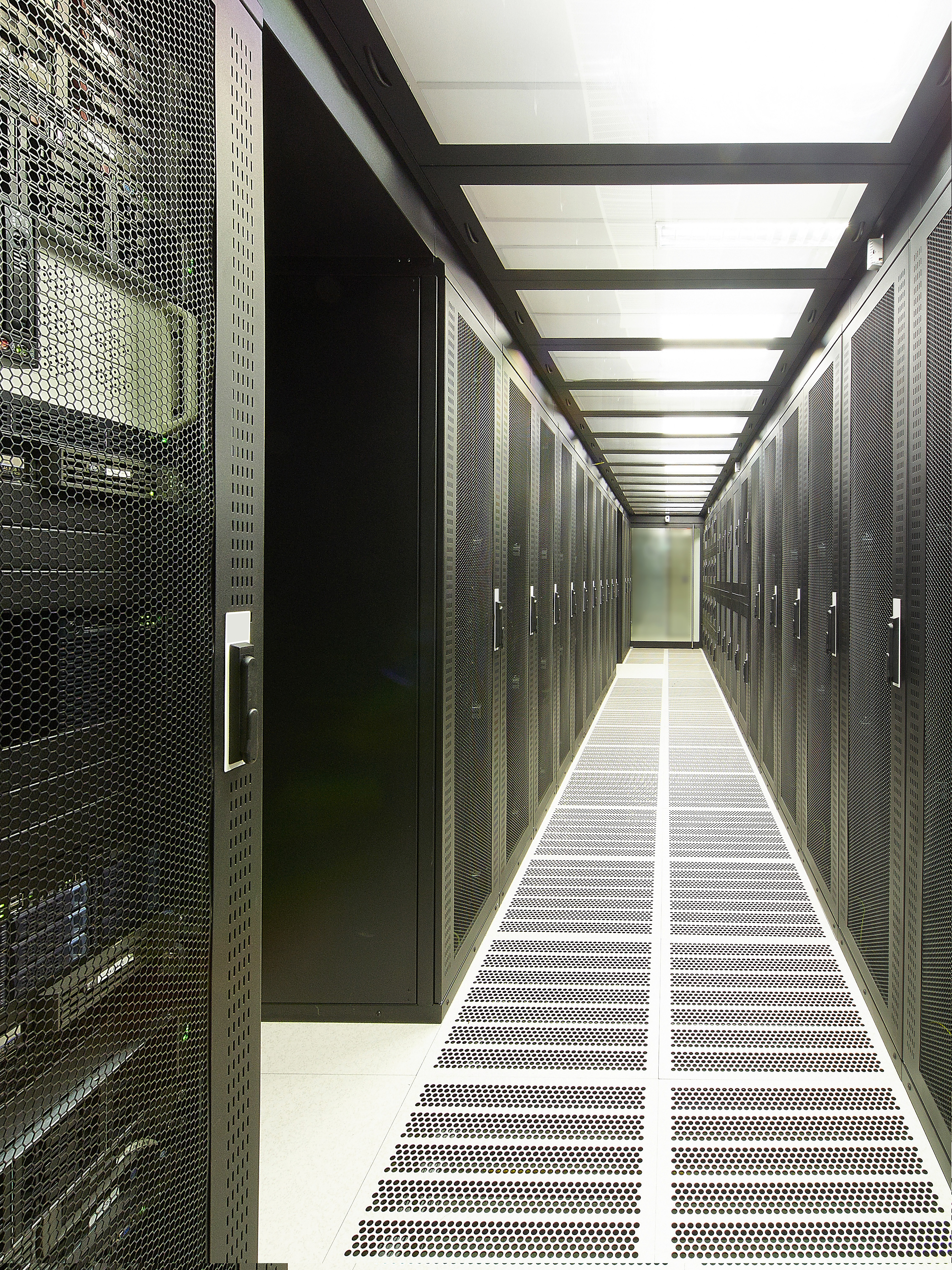
Colocation-Rechenzentrum in Wien

## Nutzer von Colocation
Nutzer von Colocationsdiensten sind Unternehmen, die ihre IT-Infrastrukturen nicht oder nur in Teilen in eigenen Räumen, bzw. an getrennten Standorten nutzen.
Dazu gehören besonders Unternehmen aus der IT-Branche, ISP (Internet Service Provider) und MSP (Managed Service Provider), Carrier, Cloud-Plattformbetreiber sowie u. a. Industrie und Handelsunternehmen, Banken und Versicherungen.

## Unterbringung & Zugang
Die Unterbringung der Geräte erfolgt in speziell für diesen Zweck konzipierten sog. Serverräumen. In diesen Räumen wird das IT Equipment in Racks (Serverschränke) verbaut. Für den ausfallsicheren, hochverfügbaren Betrieb werden die Serverräume unterbrechungsfrei mit Energie versorgt, klimatisiert, videoüberwacht und zutrittsgesichert. Biometrische Zutrittssysteme, Brandfrühsterkennungs- und, Gaslöschanlagen, eine redundante unterbrechungsfreie Stromversorgung (USV), sowie Netzersatzanlagen (NEA) gehören zur Standardausstattung von großen Rechenzentren.

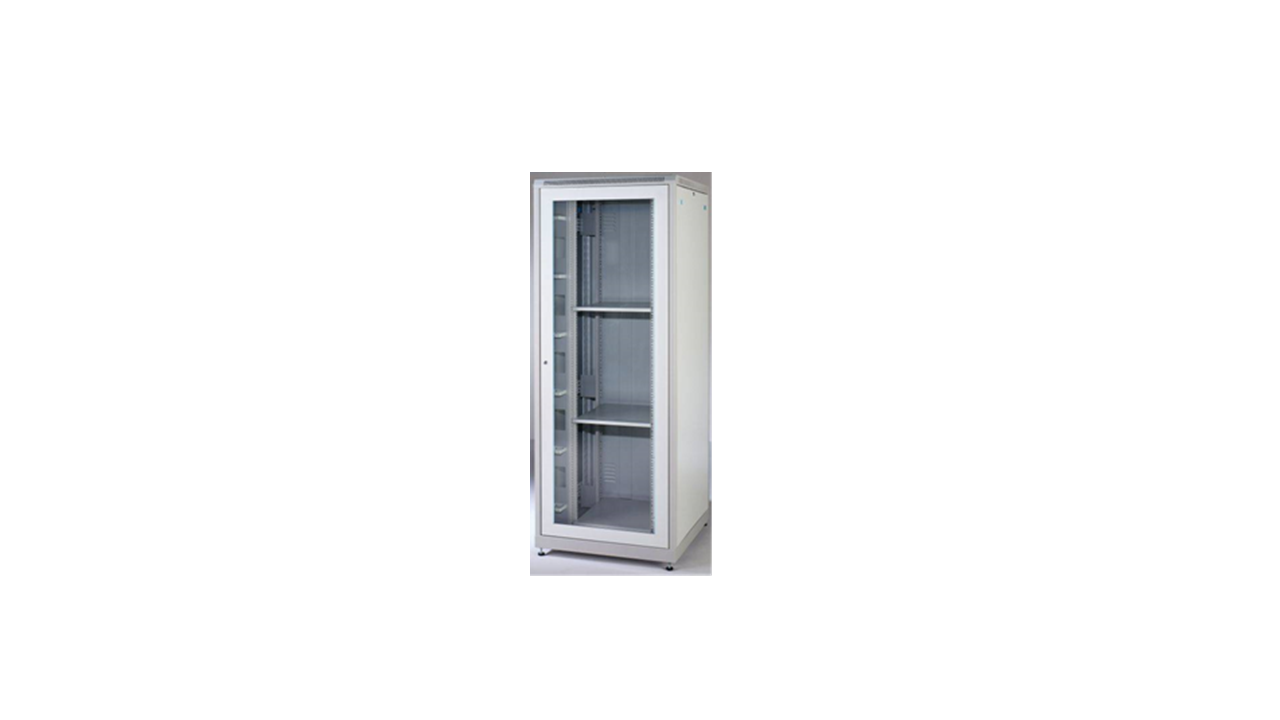
Rackgehäuse: Rechenzentrum München

Die Geräte der Kunden werden entweder auf sog. Colocationsflächen, in Cages (abgetrennte Bereiche in einem Serverraum) bei erhöhten Sicherheitsanforderungen oder in komplett getrennten Räumen betrieben.
Der Zugang zum Rechenzentrum erfolgt über mehrere Sicherheitstüren mit separaten elektronischen Schlössern, deren Zutritt protokolliert wird.
Die meisten modernen Rechenzentren bieten ihren Kunden ab Anmietung eines kompletten Serverschranks unbeaufsichtigt 24/7-Zutrittsmöglichkeiten. Die Zutrittskontrolle zum Rechenzentrumsgelände erfolgt hier meistens per RFID-Chip in Kombination mit eingespeicherten Fingerabdrücken. Der Zugriff auf einzelne Serverschränke entweder per Schlüssel oder Zahlenschloss.

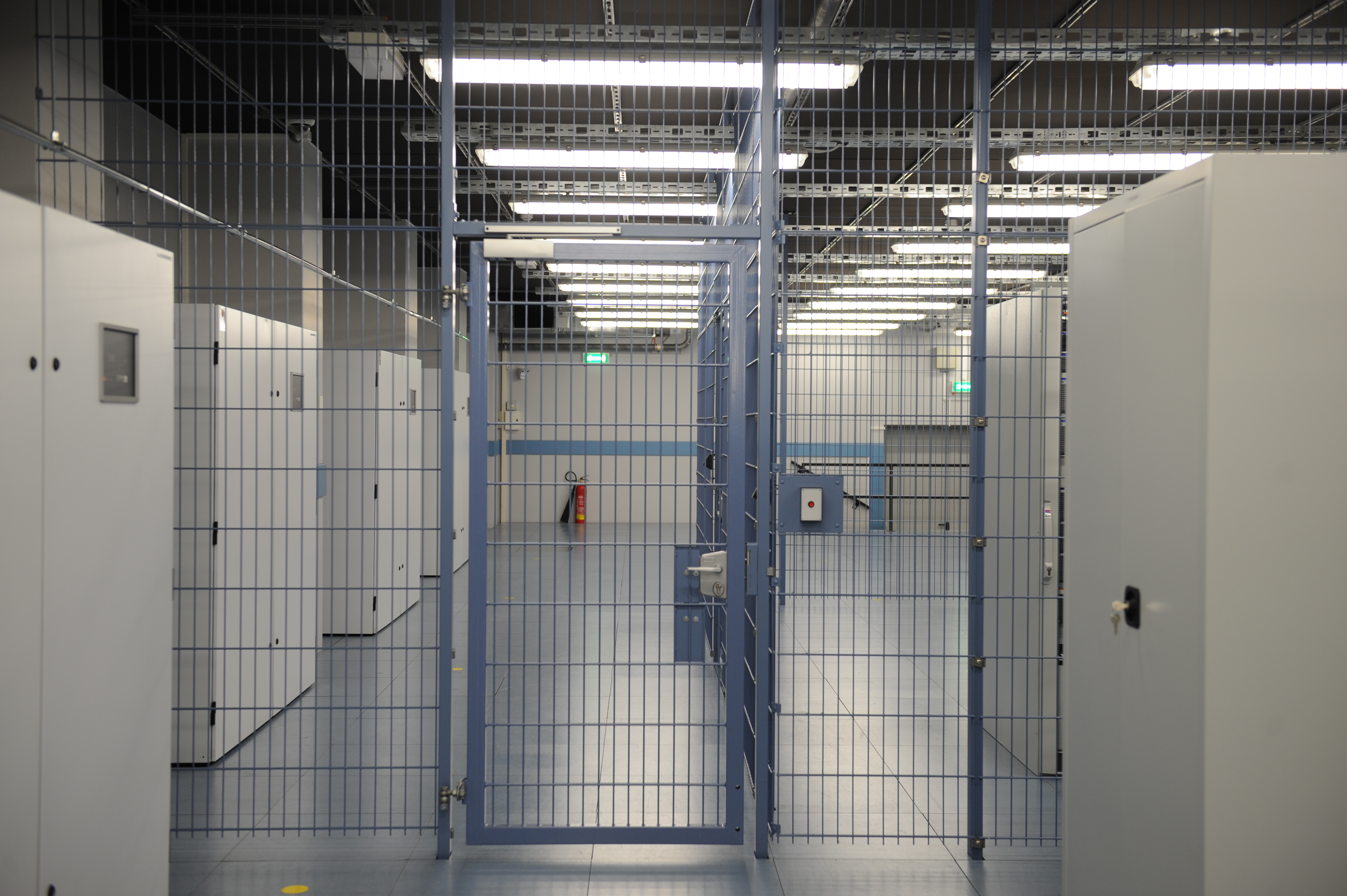
Cage: Rechenzentrum München

Der Zugang zur Colocation erfolgt bei Anmietung einzelner Höheneinheiten meist in Begleitung eines Sicherheitsdienstes, der die Racks öffnet und sicherstellt, dass nur kundeneigene Systeme gewartet werden.

## Anbindung
Vorteil gegenüber einem Betrieb „vor Ort“ ist in der Regel die wesentlich höhere Anzahl an Netzbetreibern und daraus möglichen Datenübertragungsraten, Colocation Rechenzentren bieten durch eine Vielzahl von Datennetzbetreibern (Carriern) und deren Datennetze Zugang zu diversen Netzbetreibern, Clouddiensten, Peering Partnern und Netzknoten. Idealerweise verfügt der Colocation Anbieter über mehr als eine Zuführung der Datenleitungen in sein Gebäude und bietet diese carrierneutral über Meet-Me Räume den Kunden an.

## Serviceleistungen

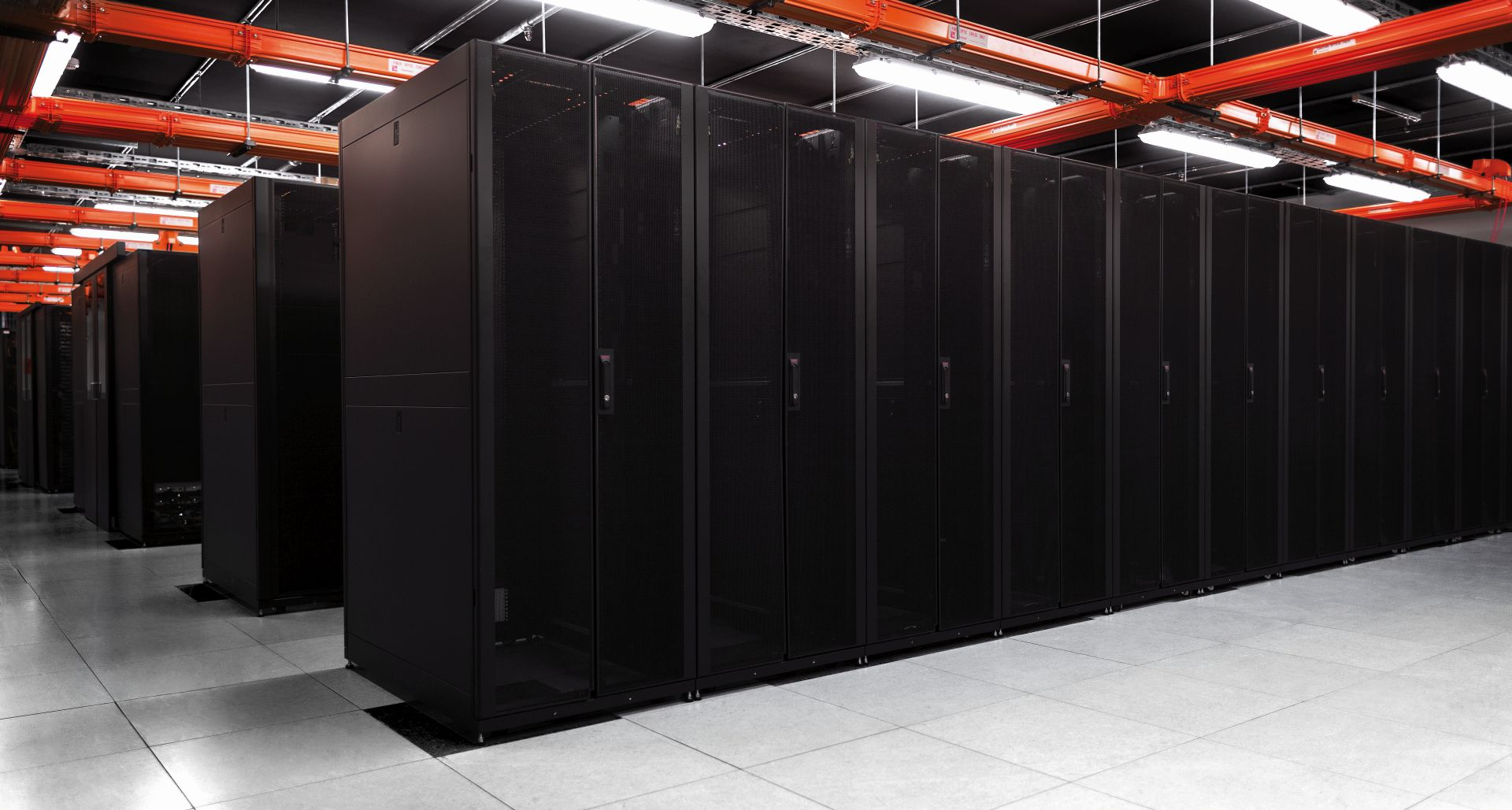
Private Data Center: Rechenzentrum München

Der Colocation Betreiber stellt primär infrastrukturelle Dienstleistungen und Betriebsunterstützung für die Hardware des Kunden bereit. Diese werden als Remote Hands Services bezeichnet und umfassen Servicearbeiten an den IT Geräten des Kunden, Patch und Cross Connect Services, Begleitung von Service Personal und Besuchern, sowie Projekt und Logistikdienste.

## Kritik an Colocation
Für viele Unternehmen kann Colocation das ideale Bereitstellungsmodell sein, allerdings gibt es auch einige kritische bzw. zu beachtende Punkte. Durch die Auslagerung der IT-Infrastruktur entsteht potenziell eine Abhängigkeit vom Colocations Anbieter. Rechtsform, Eigentumsverhältnisse, Nachhaltigkeit sowie vertragliche Bedingungen und datenschutzrechtliche Aspekte des Anbieters können eine wichtige Rolle spielen und sollten bei der Entscheidung mitberücksichtigt werden.
Der Strompreis, den der Kunde je genutzter Kilowattstunde zu entrichten hat, variiert stark von Anbieter zu Anbieter und beträgt in der Regel das 1,5- bis 2-fache des regulären Marktpreises. Geringer ist der Aufschlag nur bei besonders energieeffizienten Rechenzentren. Der Rechenzentrumsbetreiber als „Strom-Großabnehmer“ hat zwar einen Kostenvorteil beim Einkauf von Energie, verrechnet jedoch die Kosten für die Kühlung der Rechnerräume, USV-Verlustleistungen u. ä. über die verbrauchte Energie. Die dahinterstehende Logik ist ein quasi-lineares Verhältnis von Energieaufnahme zu Wärmeerzeugung der Serversysteme und sonstigem Stromverbrauch. Daher sind die eigentlichen Serverschränke / Stellflächen oft verhältnismäßig preiswert, werden in den meisten Fällen jedoch nur in Kombination mit einer gewissen Leistungsbereitstellung und Mindestabnahme an Strom vermietet.